# Günther E. Buchholz
Günther E. Buchholz (* 11. Juni 1952 in Münster) ist ein deutscher Zahnarzt und war bis Ende April 2017 stellvertretender Vorsitzender des Vorstandes der Kassenzahnärztlichen Bundesvereinigung (KZBV). Als Spitzenverband der siebzehn Kassenzahnärztlichen Vereinigungen in sechzehn Bundesländern vertritt die KZBV die Interessen von etwa 61.000 Vertragszahnärztinnen und Vertragszahnärzten, eine der zahlenmäßig größten Facharztgruppen. Die Institution ist ein Organ der Selbstverwaltung in der Rechtsform einer Körperschaft des öffentlichen Rechts.
Buchholz ist verheiratet und hat drei Kinder.

## Leben
Nach dem Studium der Zahnmedizin 1976 bis 1981 an der Westfälischen Wilhelms-Universität, Münster, und nachfolgender Assistenzzeit und Promotion  gründete Buchholz im Jahr 1984 eine eigene Praxis in Telgte.
In den Jahren 1985 bis 1989 engagierte er sich in verschiedenen Gremien der zahnärztlichen Selbstverwaltung sowie im Freien Verband Deutscher Zahnärzte in Westfalen-Lippe. Im Jahr 1993 wurde Günther Buchholz in den Vorstand der Kassenzahnärztlichen Vereinigung Westfalen-Lippe gewählt, dem er zehn Jahre lang bis zum Jahr 2003 angehörte, ab dem Jahr 1997 als stellvertretender Vorsitzender des Vorstands. 1998 wurde er in den Vorstand der KZBV berufen.
Mit Einführung der Hauptamtlichkeit der Vorstände von Kassenärztlichen und Kassenzahnärztlichen Vereinigungen durch den Gesetzgeber im Jahr 2005, wurde Günther Buchholz in das Amt des stellvertretenden Vorsitzenden der KZBV gewählt und bekleidete in dieser Funktion zahlreiche zusätzliche Ämter. Seit 2005 ist er für die Leistungserbringer-Organisationen Mitglied der Gesellschafterversammlung und von 2012 bis 2014 war er alternierender Vorsitzender der Gesellschaft für Telematikanwendungen der Gesundheitskarte (gematik). Günther Buchholz ist Mitglied im Präsidium der  Gesellschaft für Versicherungswissenschaft und -gestaltung (GVG) sowie  Mitglied im Beirat der Deutschen Apotheker- und Ärztebank. Außerdem war er Mitglied in den Finanzausschüssen des  Instituts für Qualität und Wirtschaftlichkeit im Gesundheitswesen (IQWiG), des  Instituts für Qualitätssicherung und Transparenz im Gesundheitswesen (IQTIG) und des  Gemeinsamen Bundesausschusses (G-BA).
Buchholz ist Mitglied der katholischen Studentenverbindungen AV Zollern Münster und KDStV Bavaria Bonn.

## Aufgaben
Die Geschäftsordnung der KZBV verteilt die Ressorts auf die drei Vorstandsmitglieder. Buchholz war für die Aufgabenbereiche Personal, Finanzen und Innere Verwaltung, Telematik, Datenträgeraustausch, Arbeitsrecht und Revisionsangelegenheiten zuständig.
Er engagierte sich für den Datenschutz in der Zahnarztpraxis, darunter besonders für den Schutz der Daten von Patientinnen, Patienten, Zahnärztinnen und Zahnärzten. Er war maßgeblich an der Entwicklung des Leitfadens zu Datenschutz und Datensicherheit für die Zahnarztpraxis-EDV sowie an der Einführung der durch den Gesetzgeber vorgeschriebenen papierlosen Abrechnung von vertragszahnärztlichen Leistungen in den KZVen beteiligt.